# Humphrey Kayange
Humphrey Kayange (20. července 1982, Nairobi) je bývalý keňský ragbista, který byl jako první Keňan v roce 2021 jmenován do Světové ragbyové síně slávy.
Zúčastnil se dvanácti sedmičkových ragbyových sezon, během kterých si připsal za svou zemi 799 bodů a 159 pětek. V roce 2009 a 2013 byl nominován na nejlepšího sedmičkového ragbistu světa. Pomohl své zemi do semifinále MS 2009. V dubnu 2016 vyhrál se svou zemí první sedmičkový turnaj v historii. Ve stejný rok se zúčastnil olympijského turnaje. Za patnáctkovou reprezentaci si připsal 12 zápasů a 4 pětky jako tříčtvrtka.  
Je to organický chemik a od roku 2021 člen Mezinárodního olympijského výboru. Vystudoval magistra v Bristolu (chemie), bakaláře v Nairobi (biochemie) a magisterský titul v oboru sportovní organizace a managmentu. 
V roce 2010 byl oceněn keňským vyznamenáním (Order of Golden Warriors).